# Feudalizmus
A feudalizmus (vagy hűbéri rendszer, hűbériség) olyan társadalmi, jogi, gazdasági és politikai berendezkedés (függési rendszer), amely a hűbérurak, vazallusok és szolgák közötti kölcsönös magánjogi kapcsolatok rendszerére épül. Maga a szó a feudum (földbirtok) szóból ered. A feudalizmus fogalmát francia történészek alkották meg a francia történelem viszonyaira alkalmazva, ezért klasszikus formájában kizárólag a középkori Frank Birodalomban és Franciaországban létezett. A rendszer elemei azonban megjelennek Európában mindenhol, sőt a feudalizmussal sok hasonló vonást mutatnak a világ más tájai, például a Közel-Kelet, Afrika, India, a Távol-Kelet múltjából ismert társadalmi rendszerek is, ezért gyakran ezeknél is alkalmazzuk a feudalizmus jellegzetes kifejezéseit; hűbérúr (senior), hűbéres (vazallus), lovag, hűbéreskü. Kínában a hivatalos kínai történetírás szerint 3–4. században már feudalizmus volt, de sok tekintélyes társadalomtudós az ottani korabeli társadalmi rendszert az ázsiai termelési mód tipikus példájának tartja. Ugyanerre az időre a Római Birodalom mindkét felében megindult a feudalizáció folyamata. A környező népek közvetlenül az ősközösségből, vagy főnökségi rendszerekből léptek át a feudalizmusba. Az átmenet különböző útjai végül is egymáshoz igen hasonló jogi és gazdasági berendezkedéseket eredményeztek.

## Meghatározása
Olyan társadalmi forma, amely a földtulajdonnal (feudum) járó járadékok rendszerére épül. A feudalizmusra az a legjellemzőbb, hogy nem a földek tényleges birtoklása, hanem kizárólag a hozzá tartozó járadékok birtoklása a hatalom alapja. Ezért lehet az, hogy a birtokadományok miatt megfogyatkozott vagyonú uralkodók fenn tudták tartani hatalmi bázisukat. A föld járadékoltatási módjának kialakulása volt az, ami több lehetséges úton haladt. A középkori nagybirtok kisüzemi termelési módon alapuló nagygazdaság, amelyre az individuális eszközök, jobbágyi közösség és földközösségi munka jellemző – tulajdonképpen nagy visszalépés az antik nagygazdaság formáihoz képest. A feudalizmus minden további jellemzője területenként változó módon fejlődött, az angliai, francia, német vagy spanyol feudalizmus egymástól egészen különböző módon oldotta meg a társadalmi struktúrák szabályozását.
A feudalizmust sokszor hűbéres társadalomként jellemzik. Ez azonban csak a gazdasági rendszer jogrendben megjelenő másodlagos vetülete. A hűbéri hierarchia csúcsán általában az uralkodó, többnyire király, választófejedelem vagy herceg állt. A hűbériség alapvetően magánjogi jellegű intézmény, külön kell választani az uralkodók államfői és hűbérúri szerepét. A feudalizmus az évszázadok során, illetve a különböző országokban nem alkotott egységes rendszert. A különféle feudális berendezkedések közötti különbség jól magyarázható a népsűrűséggel, mivel a rendszer gazdasági alapját a mezőgazdaság, illetve a földhasználati jogok bonyolult rendszere képezte.

## Kialakulása
A rabszolgatartó Róma bomlásakor keletkezett elszigetelt nagybirtokok – majd maga a Nyugatrómai Birodalom is – áldozatul estek a betörő népeknek, melyek többnyire a korai vagyoni differenciálódás szintjén álltak. Az eltűnő régi urak helyére lépők már nem tartották fenn a rabszolga–colonus-rendszereket, melyek a személyi függésből felszabadulva faluközösségeket alkottak. Szintén faluközösségben, de a nemzetségi alapon szerveződő úgynevezett Mark-közösségben éltek a letelepedő „barbárok” is. A nagycsalád és nemzetség hamarosan náluk is elvesztette jelentőségét, és a Lex Salica („Száli törvény”) tanúsága szerint akadtak olyanok, akik hivatalosan lemondtak a rokoni jogokról – mindenekelőtt a vérdíjjal és örökléssel kapcsolatos jogokról, de még az igazságszolgáltatásban való részvételről is. A jobb módú szabad frankok előnyösebbnek látták kiszállni ebből, mert a szegényebb rokonság törvényesen lerázhatóvá vált. A közösség lassan még az individuális család állapotát is túllépte: házgazdaságok összességévé vált, melyben a föld már örökölhető, saját tulajdonú parcellákra oszlott. Ez az allódium.
Ha azonban örökölhető lett, akkor eladható is, vagyis áruvá vált, tehát az allódium létrejöttével csak idő kérdésévé vált a nagybirtok kialakulása. A földtulajdon koncentrálódása így a Markon belül indult meg. Az allodiálisok (szabad földtulajdonnal rendelkezők) mellett megjelentek a földnélküli szabadok és a földet kapó jobbágyok. A jobbágyok egyre többen lettek, az allodiálisok vagy eladták földjeiket, vagy „védelem” fejében a helyi „erős embernek” átadták. Az „erős emberek” azonban visszaadták e földeket az azt megművelőnek, de már járadékokkal terhelten.
A precaria-rendszer (latin precor = kérésre átadott) három fajtájának mindegyike jobbágyi függést eredményezett.
1. Precaria data – a földműves valamennyi földjét a korábbi tulajdonostól kapta.
2. Precaria oblata – a földműves az átadott földet kapta vissza, de járadékkal terhelten.
3. Precaria renumeratoria – a földműves a sajátjánál többet kapott vissza, de a többlet általában nem művelhető terület (mocsár, erdő, szik stb.), melyet művelhetővé kellett tennie.

Lassanként valamennyi föld járadékoltatottá vált. A faluközösségek az antik Róma után készen talált termelési módok egy részét átvették. A Lex Salica szerint a földművelés, az állattenyésztés és a konyhakertészet alapjait a római technikák képezték. Nem tudták hasznosítani a Rómában általánosan elterjedt háromnyomásos gazdálkodást és az intenzív talajjavítást sem sajátították el. Megmaradtak a kétnyomásos – sőt helyenként a primitív irtás–parlagolás – módszernél. A teljes Karoling és Meroving korok mezőgazdasági technikái alulmúlták a római technikákat. Még I. Károly alatt is csak északon találni háromnyomásos technikát, de még ekkor is sokkal nagyobb az őszi vetésterület, mint a tavaszi. Angliában a 16. századig a kétnyomásos technika az uralkodó, ezután pedig közvetlenül és átmenet nélkül fejlettebb formákra tértek át. A közösségi földeken (domínium) még kifejezettebb a technikai konzervativizmus, igen sokáig a naturális gazdálkodás maradt a nagybirtok profilja is.
A feudalizmus kialakulásában nagy szerepet játszott a római állam szétesése következtében megszűnő távolsági kereskedelem, az úthálózat karbantartatlansága miatt a helyi kereskedelem is korlátozódott, így nem csak az árucsere, de általában a pénzforgalom és az árutermelés is megszűnt. A naturális gazdálkodás létszükségletté vált, mivel nem voltak piachelyek sem, ahol bármilyen árucikket vásárolni vagy cserélni lehetett volna. A járadékrendszer elsősorban a járadéktulajdonosok létfenntartását elégítette ki, ezen felül semmilyen luxuscikkhez nem jutottak hozzá. Ebben a korban még az uralkodók udvartartása is azért vándorolt az országban, hogy a helyben terményben beszedett járadékokat feléljék, majd új helyen folytassák azt. A politikai széttagoltság ennek tudható be és nem fordítva, nem a politikai szekularizáció vezetett a gazdasági stagnáláshoz. Ez az állapot gyakorlatilag a késő középkorig fennmaradt és ekkorra is csak korlátozott mértékben oldódott meg a probléma.

## A feudalizmus
A járadéknak több formája létezett.
1. Ledolgozási járadék (robot): a rabszolgák és colonusok kötelezettségeinek maradványa. A korai feudalizmusra ez a legjellemzőbb. A római arisztokrácia már nem, az új még nem volt hajlandó lemondani a föld valódi tulajdonjogáról (maior), melyet a paraszt művelt meg meghatározott számú munkanapban.
2. Terményjáradék: természetben fizetett úrbér, tulajdonképpen a feudális függés beszolgáltatásban jelentkező formája.
3. Pénzjáradék: pénzben megfizetett úrbér, mely csak később, a feudális áru- és pénzgazdálkodás fejlődésével vált lehetővé. Ahol a paraszt terményeinek pénzre váltása nehézséget jelentett, ott a pénzjáradék bevezetése súlyos konfliktusokhoz vezetett.

Mindeme járadékok kisajtolása különféle, úgynevezett „gazdaságon kívüli kényszerrel” történt. Ezek realizálódása a feudális függések három formája: személyi, bírói és föld szerinti függés. Megjelenési formája sokféle: földhöz kötött örökös jobbágyság, jobbágyi rabság, úrbéri kötelezettségek, jogi korlátozások, rendi egyenlőtlenség. A személyi függés rabszolgatartó csökevény, egyes jobbágyok formai-jogi rabszolgák, hasonlóan a római colonus I. Constantinus utáni helyzetéhez. A föld szerinti függés a paraszti telkek járadék-joga, míg az urak „immunitási” joga a bírói.
A jobbágy egy vagy több úrtól egy vagy többféle függésben lehetett. Előfordulhatott, hogy egyes függőségi viszonyok betöltetlenül maradtak. A földtulajdon valójában mellékes szerepét mutatja az a tény, hogy jobbágynak is lehetett szabad földje (járadékoktól mentes), és egy főúrnak is lehetett jobbágyi jogú földje – a tulajdonos jogállása, személye a föld jogviszonyain nem változtatott. Amikor a pénzgazdálkodás elért egy bizonyos fokot, minden járadékot, vagy akár járadékrészt külön el lehetett adni. A járadék nem a gazdaságon kívüli kényszer realizálásának gazdasági formája, hanem a járadéktulajdon realizálásának módja. A gazdasági és gazdaságon kívüli kényszer csupán eszköz, hogy az önálló gazdától behajtható legyen a járadék, nem pedig a járadék megállapításának alapja.
A feudális tulajdon leginkább jellemző formája a korai időkben a ló és a szarvasmarha, erre utal a feudum szó összefüggése a pecus („jószág”) szóval. A szászok adója Pippinnek évi 300 ló volt, korábban Chlotharnak 500 szarvasmarha. A magyar nyelv „marha” és „barom” szava eredetileg vagyont, vagyontárgyat jelentett (arany-marha, szarvas-marha, barom-fi stb.). A korai feudális uralkodóknak sokszor nem is volt másuk, mint az adók fejében kapott „marha”. A fejedelmek, királyok, a törzsi vezetők választott „első szólói” a földbirtokaikat állandóan fogyasztották, mert kíséretüket állandó földadományokkal kellett traktálni, hogy szolgálói maradjanak. Hamarosan minden földjüket elosztogatták, és csak a hűbéri lánc tetején elfoglalt helyük biztosította hatalmi bázisukat. Idővel e lánc mindig felbomlott, például a Merovingok utolsó uralkodói, a „henyék” ennek tudhatták be politikai alárendeltségüket. A főurak a fejükre nőttek, mert a királyi hatalomnak nem volt gazdasági alapja.
A pairek (pair, peres = egyenlő, a király megnevezése primus inter pares, első az egyenlők között) ténylegesen függetlenek voltak a királytól, önálló hadüzeneti és békekötési joguk volt, pénzt is verhettek és bíráskodhattak, rendeleteik a magán miniállamban kötelezőek. A pairek birtokai megannyi független országot jelentettek, melyből következően napirenden voltak a belháborúk. A seniortól földet kapó vazallus anyagilag is felelt seniorjáért. Ha fogságba esett, ki kellett váltania őt. Kívánságra hadba kellett szállnia, részt kellett vennie a területileg illetékes, seniorja által vezetett törvényszéken. A belháborúk számát csak gyarapította, hogy a seniornak gyakran kellett főségi jogait fegyverrel érvényesíteni.
A feudalizmusnak két elkülöníthető fő szakasza van. Az első a Római Birodalom bukásától körülbelül a 11. század közepéig tart, ettől kezdve a rendszer felbomlásáig a második. Az első szakasz a rendszer elemeinek megjelenését, rögzülését takarja, amelyet a 7–10. század népmozgásai (magyarok, skandinávok, szaracénok) megbolygatnak és módosítanak, a hatás erősségétől függő mértékben. A 11. század második felétől másféle népmozgás kezdődik, Nyugat-Európa telepeseket kezd kibocsátani elsősorban kelet felé. Ezek a telepesek egyrészt terjesztik a feudális társadalmi rendet és gazdaságot, másfelől új és újabb alváltozatok alakulnak ki.

## Hűbéri rendszer

### A nyugat-európai hűbér rendszer
A hűbéri rendszer Nyugat-Európában alakult ki; két főszereplője a hűbérúr, akinek földbirtoka van, és a vazallus (hűbéres), aki örökletes használatra megkapja a földet. A hűbérúr megvédi a vazallusait, és igazságot szolgáltat nekik, a vazallus pedig szolgálatokkal tartozik neki. A vazallus minden peres ügyével a hűbérúr bírósága elé tartozik, ami egy nagyon erős függés, amit viszont enyhít, hogy a bíróság esküdtjei az ő vazallustársai, akik tehát hasonló helyzetben vannak, mint ő. 
A hűbéres–vazallusi kapcsolat nagyon tartós, addig tart, amíg a hűbérescsaládban, illetve a vazalluscsaládban van fiú örökös, aki apja halálával annak földjét, esküjét is megörökli. Az örökös mindig a legidősebb fiú, a többiek ki vannak zárva az öröklésből, nekik más úton kell szerencsét próbálniuk: egyházi pályára lépéssel vagy más földön lovagi szolgálatba állással stb. A hűbéri föld csak a hűbéri eskü megszegése esetén vehető vissza, akkor is csak a hűbérúr bírósága által. Előfordulhat, hogy valaki csak földjei egy részének révén hűbéres. Az angol királyok Hódító Vilmostól Földnélküli Jánosig franciaországi birtokaik révén a francia király hűbéresei voltak, és sokkal nagyobb birtokaik voltak Franciaországban, mint a királynak. Ezektől a birtokoktól végül Jánost a király hűbéri bírósága fosztotta meg a hűbéresküjének megszegése címén, innen kapta János a földnélküli jelzőt.
A hűbéres mindig elsősorban a saját hűbérurának tartozott engedelmességgel, ami erősebb volt minden egyéb viszonynál. Ha a király egyik hűbérese fellázadt, akkor ő ezért büntetést kapott, mentesültek viszont a büntetés alól a hűbéres hűbéresei – elméletben –, mivel azok a saját hűbéri esküjüknek megfelelően jártak el, a királyhoz őket semmilyen kötelező viszony nem fűzte.
A földön élő szolgák (Magyarországon a késő középkortól a jobbágyok) jogi értelemben sem a birtoklás, sem a használat szempontjából nem rendelkeztek saját földdel, így hűbéresküt sem tettek. A szabad állapotúak viszont bármikor kiléphettek egyoldalúan a viszonyból, és szabadon elköltözhettek.

### A magyar familiáris rendszer
Magyarországon is előfordult nem király általi, szolgálat fejében tett birtokadomány, de nagyon ritkán. Ennek több oka is lehetett. A föld elaprózódását nem akadályozta a Nyugaton szokásos kizárólagos elsőszülöttségi öröklés, az utódok itt vagy közösen birtokoltak, vagy megosztoztak a birtokon. A szolgálatba fogadott nemes itt az úr családjának (famíliájának) tagja, familiárisa lett. A szolgálat fejében étel-, ruha-, fegyverellátást és fizetséget kapott. Ha a familiáris mégis kapott földet, annak jogállása megegyezett egyéb birtokainak jogállásával, azaz szabadon rendelkezett vele, bár kiköthető volt, hogy vissza kell szolgáltatnia, ha kilép a familiárisi viszonyból. Viszont előbb eladhatta, ekkor esetleg kárpótlással tartozott. Megjegyzendő, hogy az ilyen magánadományok királyi megerősítéshez voltak kötve, tehát nem sérült az az elv, hogy földbirtokot csak a király adományozhat.
A familiáris – a nyugati hűbéressel ellentétben – a szolgálati ügyeket kivéve, továbbra sem tartozott az úr bírósága alá, hanem ügyeit továbbra is a királyi bíróságok intézték, mintha nem lenne familiárisi viszonyban. Nem szűnt meg továbbá a királlyal szemben továbbra is hűséggel viselkedni, ellentétben a nyugati feudalizmussal.
Az úr az általa viselt tisztségekhez általában familiárisai közül választotta ki helyetteseit (alnádor, vicebán, alországbíró, alispán, ítélőmester stb.), valamint várnagyait, gazdatisztjeit. Ez az alacsonyabb rangú nemesek és nem nemesek számára előmeneteli lehetőséget biztosított.
Magyarországon a 18. században négy társadalmi rend van: polgárok, nemesek, egyháziak és főnemesek. 1723-ban III. Károly magyar király által kiadott törvényében, az LVI. törvénycikkben betiltotta, hogy a főurak lekötelezettjeiből válasszák meg az alispánokat és más vármegyei tisztviselőket. Három évente, négy alkalmas, igaz nemes, földbirtokos személy közül kellett megválasztani a vármegyei alispánokat. Ezzel lényegesen megváltozott az addigi közigazgatási pályafutási vonal, és a már kihaló félben familiárisi, vagy a 17. században gyakran úgy nevezett "szervitori" szerep egyik fő előnye, és vonása eltűnt.
Az országgyűlés kétkamarás (alsótábla és felsőtábla). A felsőtáblában a főnemesek és az egyháziak személyesen vesznek részt születés vagy hivatal alapján. Az alsótáblában követek vannak (választott képviselők: megyéket és a szabad királyi városokat képviselik, nem saját magukat).
|                                                             | Korai feudalizmus (Ny: V–X. század, K: X-XIII. sz.) | Virágzó feudalizmus (Ny: XI-XV. század, K: XIII-XVI. sz.) | Kései feudalizmus Nyugat-Eu. (XVI-XVIII. sz.) | Kései feudalizmus Kelet-Közép-Európa (XVI-XIX. sz.)                                                               |
| Jellemző földbirtokformák                                   | Allodium, prédium (saját kezelésű földesúri földek); Faluközösségi birtokok                                                                                                 | Állandó jobbágytelek (örökíthető) | A jobbágyi viszony fokozatos eltűnése, helyette: szabad paraszti gazdaság, szabad bérlet (freeholder), földesúri birtok (gentry)                               | A paraszti birtok (jobbágytelek) visszavétele, a földesúri saját kezelésű birtok (majorság) kikerekítése          |
| Kooperáció szintje                                          | Önellátás, paraszti háziipar, távolsági luxuskereskedelem | Paraszti árutermelés Specializálódás, a kézműipar önállósodása (céhek) Pénzgazdálkodás | Paraszti és földesúri árutermelés, nyersanyagtermelés manufaktúráknak, élelmiszer- és nyersanyagimport                                                         | Földesúri árutermelés (a mezőgazdasági konjunktúra lefölözése)                                                    |
| Jellemző jobbágyi járadékok                                 | Robot, mellette terményjáradék | Termény-, majd pénzjáradék | Bérleti díj, bérmunka | Robot, pénz- és terményjáradék                                                                                    |
| A személyi függés szintje                                   | Szoros személyi függés, röghöz kötés | Laza személyi függés, szabad költözés | Személyi függés helyett gazdasági kényszer | Szoros személyi függés, röghöz kötés (második jobbágyság)                                                         |
| Technikai színvonal, művelési módszerek, üzemszervezési mód | Legelőváltó, majd két- és háromnyomásos gazdálkodás, szügyhám, patkó, kengyel, nehézeke, mélyszántás, tavaszi és őszi vetés, paraszti háziipar; a mezőgazdaság „forradalma” | Mg: az előző korszak eredményei Ipar: céhes kézműipar, vashámor, bütykös tengely, szélkerék, vízikerék, mechanikus óra, puskapor Hajózás: hátsó kormányos vitorlás, kogge, velencei gálya | Mg: vetésforgó, istállózó állattenyésztés, trágyázás Ipar: manufaktúra Felfedezések, új növények, árforradalom Eredeti tőkefelhalmozás, szabad verseny; Tőzsde | Hagyományos művelési módszerek, nyomásos gazdálkodás Céhes kézműipar Rohamos lemaradás a kapitalizálódó Nyugattól |
| Jellemző településformák                                    | Szórt falvak (tanyaszerű) Kolostorok Földesúri várak | Telepesfalvak (hospesfalvak) Mezőváros (oppidum) Város (castrum) | Falu Kisváros Nagyváros | Falu (Mo.-on tanya is!) Mezőváros Szabad királyi város                                                            |
| Főbb társadalmi csoportok                                   | Az uralkodói kíséret tagjai: előkelők, főpapok Hűbéres lovagok Papok, szerzetesek Jobbágyok, szolgák                                                                        | Rendek: Nagyhűbéresek (főurak) (Papság, klerikusok) Kishűbéresek (köznemesség) Városi polgárság Rendek alatt: jobbágyság                                                                  | Kiváltságos rendek: papság, nemesség Harmadik rend: polgárok, gazdálkodó parasztok, városi és falusi szegények                                                 | Főnemesség Felduzzadt létszámú köznemesség Csökevényes városi polgárság Telkes jobbágyok Zsellérek                |
| A királyi jövedelem forrásai (fontossági sorrendben)        | A királyi család birtokainak (patrimónium) a jövedelme – a király a legnagyobb földesúr                                                                                     | Előbb: regálék, adók Később: adók, regálék (a királyi birtok jövedelme másodlagos) | Adók (a társadalom minden rétege, de különösen a városi polgárság megadóztatása), merkantilista gazdaságpolitika                                               | Adók (főként a jobbágyság adóztatása) Merkantilista gazdaságpolitika                                              |
| A királyi hatalom formája (államforma)                      | Patrimoniális királyság, ill. feudális anarchia | Rendi monarchia - hatalommegosztás a rendek és a király között | Abszolút monarchia, a rendi hatalommegosztás felszámolása, a három hatalmi ág a király kezében összpontosul                                                    | Abszolút monarchia Felvilágosodott abszolutizmus                                                                  |